# Emma di Waldeck e Pyrmont
Emma di Waldeck e Pyrmont (Arolsen, 2 agosto 1858 – L'Aia, 20 marzo 1934) fu la regina consorte di Guglielmo III, Re dei Paesi Bassi e Granduca di Lussemburgo. Un membro immensamente popolare della famiglia reale olandese, fu anche regina reggente (1890–1898) e regina madre (1890–1934) dei Paesi Bassi.

## Biografia

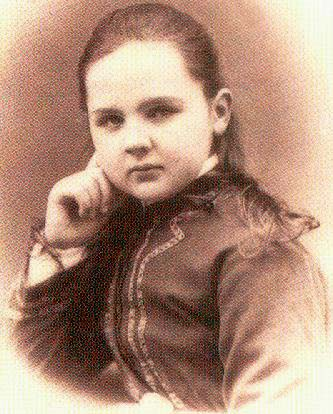
Emma all'età di dodici anni (1870)

Era la quarta figlia femmina di Giorgio Vittorio, Principe di Waldeck e Pyrmont e della Principessa Elena di Nassau.
I suoi nonni materni furono Guglielmo, Duca di Nassau e la sua seconda moglie, la Principessa Paolina di Württemberg. Paolina era una delle figlie del Principe Paolo di Württemberg e di Carlotta di Sassonia-Hildburghausen.
Nel 1888, la madre morì. Nel 1891 suo padre si risposò con Luisa di Schleswig-Holstein-Sonderburg-Glücksburg, che aveva la stessa età di Emma.
Prima del matrimonio, Emma prese lezioni di olandese e studiò la storia dei Paesi Bassi, perché voleva rimanere attaccata alle sue origini.

## Matrimonio

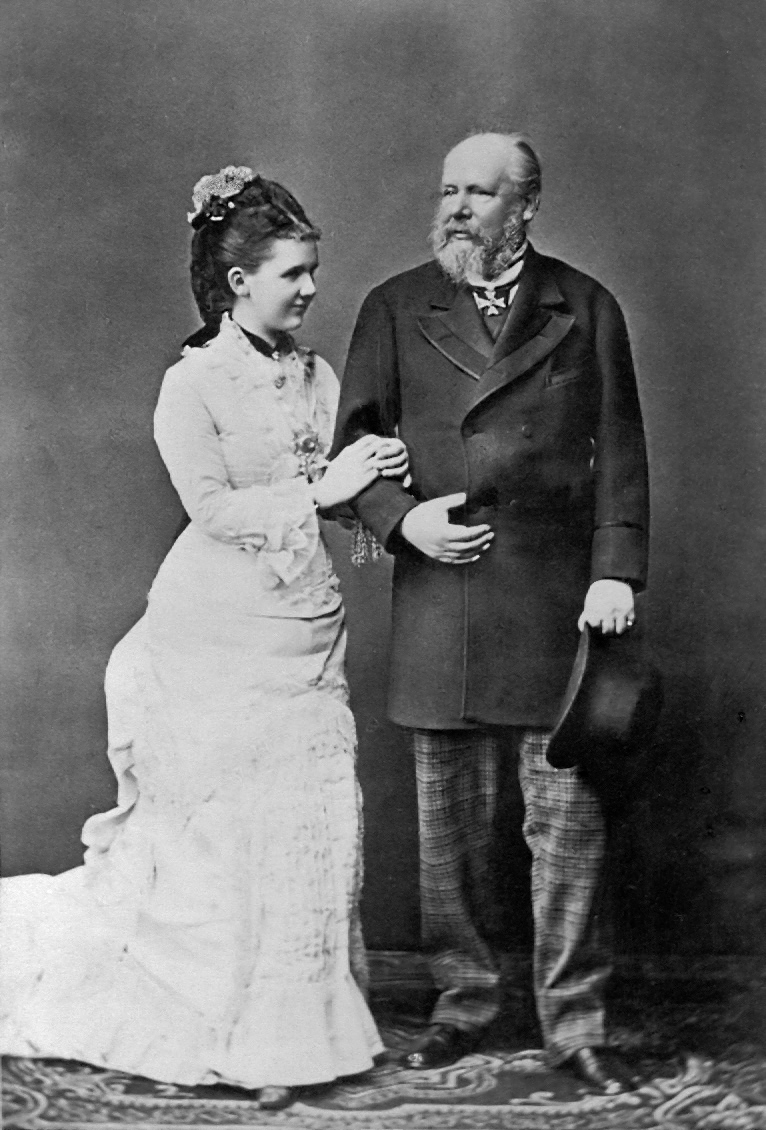
Guglielmo III e la regina Emma

Guglielmo III era abbastanza vecchio per essere il padre o il nonno di Emma (essendoci oltre quarant'anni di differenza tra gli sposi). Durante il suo primo matrimonio aveva avuto molte relazioni extraconiugali, come la cameriera americana Elisa Parker e la cantante d'opera parigina Leonora d'Ambre. L'attempato e licenzioso re, una volta descritto come "il più grande debosciato dell'epoca", era stato precedentemente rifiutato dalla sorella di Emma, Paolina, e dalla principessa Thyra di Danimarca. Quando la prima moglie morì e quando capì che i suoi due figli rimasti non si sarebbero sposati (il primo perché la fidanzata da lui scelta era stata considerata non accettabile per il suo rango di "semplice" contessa, il secondo perché malato), Guglielmo fu costretto a risposarsi.
Il 30 settembre 1878, a Arolsen, venne annunciato il fidanzamento tra Emma e Guglielmo III dei Paesi Bassi.
Il matrimonio venne celebrato a Arolsen il 7 gennaio 1879, due anni dopo la morte della sua prima moglie, la principessa Sofia di Württemberg. La coppia ebbe una sola figlia:
- Guglielmina (31 agosto 1880-28 novembre 1962).

Durante i primi anni, Emma condusse una vita spensierata e si occupò personalmente dell'educazione di sua figlia.

## Vedovanza

Monogramma reale

A causa dell'età avanzata del marito, il 29 luglio 1884 i due rami del parlamento nominarono Emma reggente.
Quando Guglielmo morì il 23 novembre 1890, Emma divenne reggente per la figlia minorenne, Guglielmina, l'unico figlio superstite del defunto re. Oltre ai suoi compiti amministrativi, come regina madre, Emma pose grande attenzione all'educazione della figlia. Ai suoi occhi la giovinezza della nuova regina doveva essere, e per i successivi due anni, una "preparazione" al suo ruolo di regina, che avrebbe avuto inizio al compimento del suo diciottesimo compleanno, il 31 agosto 1898. Fino al 1896 Guglielmina fu circondata da vecchi e uomini saggi, membri della corte, e da una governante.
Il Granducato di Lussemburgo, che a quel tempo non poteva essere ereditato da una donna, passò a un loro lontano cugino, Adolfo, duca di Nassau, che era anche zio materno della regina Emma.

## Regina madre

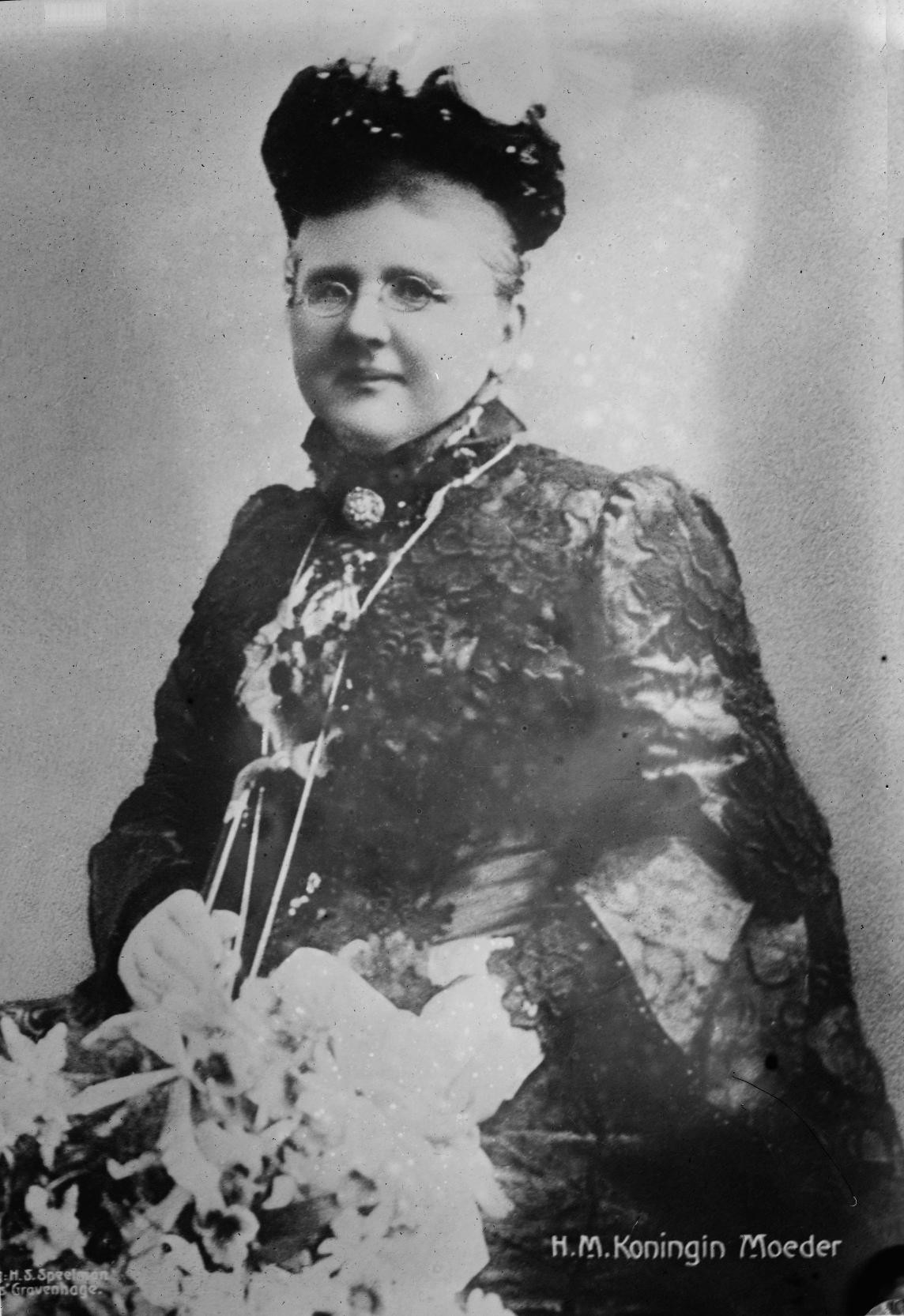
La regina madre negli anni 1890

La giovane regina Guglielmina scelse rapidamente la sua strada. Cercò di uscire da sotto la pressione di sua madre, ma spesso dovette fare affidamento sulla vasta conoscenza di sua madre in questioni di protocollo.
Quando Guglielmina si sposò, Emma si ritirò nel Palazzo Lange Voorhout. Intraprese una campagna contro la tubercolosi.
Morì a L'Aia il 20 marzo 1934, molto amata dalla popolazione del regno, per complicazioni dovute alla bronchite, all'età di 75 anni e fu sepolta nella Nieuwe Kerk di Delft.

## Titoli
- 2 agosto 1858 - 7 gennaio 1879: Sua Altezza Serenissima la Principessa Emma di Waldeck e Pyrmont[1]
- 7 gennaio 1879 – 23 novembre 1890: Sua Maestà la Regina dei Paesi Bassi.
- 23 novembre 1890 - 31 agosto 1898: Sua Maestà la Regina Reggente dei Paesi Bassi.
- 31 agosto 1898 - 20 marzo 1934: Sua Maestà la Regina Madre dei Paesi Bassi.

## Antenati
|                                         |                                       |                                                 | Genitori                                            |  |  | Nonni |  |  | Bisnonni                       |  |  | Trisnonni                                   |  |
|                                         |                                       |                                                 |                                                     |  |  |       |  |  | Giorgio I di Waldeck e Pyrmont |  |  | Carlo Augusto Federico di Waldeck e Pyrmont |  |
|                                         |                                       |                                                 |                                                     |  |  |       |  |  | Giorgio I di Waldeck e Pyrmont |  |  | Carlo Augusto Federico di Waldeck e Pyrmont |  |
|                                         |                                       | Cristiana Enrichetta del Palatinato-Zweibrücken |                                                     |  |  |       |  |  | Giorgio I di Waldeck e Pyrmont |  |  |                                             |  |
| Giorgio II di Waldeck e Pyrmont         |                                       |                                                 |                                                     |  |  |       |  |  | Giorgio I di Waldeck e Pyrmont |  |  |                                             |  |
|                                         |                                       | Augusta di Schwarzburg-Sondershausen            | Augusto II di Schwarzburg-Sondershausen             |  |  |       |  |  |                                |  |  |                                             |  |
|                                         |                                       | Augusta di Schwarzburg-Sondershausen            | Augusto II di Schwarzburg-Sondershausen             |  |  |       |  |  |                                |  |  |                                             |  |
|                                         |                                       | Augusta di Schwarzburg-Sondershausen            | Cristina di Anhalt-Bernburg                         |  |  |       |  |  |                                |  |  |                                             |  |
| Giorgio Vittorio di Waldeck e Pyrmont   |                                       | Augusta di Schwarzburg-Sondershausen            |                                                     |  |  |       |  |  |                                |  |  |                                             |  |
|                                         |                                       | Vittorio II di Anhalt-Bernburg-Schaumburg-Hoym  | Carlo di Anhalt-Bernburg-Schaumburg-Hoym            |  |  |       |  |  |                                |  |  |                                             |  |
|                                         |                                       | Vittorio II di Anhalt-Bernburg-Schaumburg-Hoym  | Carlo di Anhalt-Bernburg-Schaumburg-Hoym            |  |  |       |  |  |                                |  |  |                                             |  |
|                                         |                                       | Vittorio II di Anhalt-Bernburg-Schaumburg-Hoym  | Eleonora di Solms-Braunfels                         |  |  |       |  |  |                                |  |  |                                             |  |
| Emma di Anhalt-Bernburg-Schaumburg-Hoym |                                       | Vittorio II di Anhalt-Bernburg-Schaumburg-Hoym  |                                                     |  |  |       |  |  |                                |  |  |                                             |  |
|                                         |                                       | Amalia di Nassau-Weilburg                       | Carlo Cristiano di Nassau-Weilburg                  |  |  |       |  |  |                                |  |  |                                             |  |
|                                         |                                       | Amalia di Nassau-Weilburg                       | Carlo Cristiano di Nassau-Weilburg                  |  |  |       |  |  |                                |  |  |                                             |  |
|                                         |                                       | Amalia di Nassau-Weilburg                       | Carolina d'Orange-Nassau                            |  |  |       |  |  |                                |  |  |                                             |  |
| Emma di Waldeck e Pyrmont               |                                       | Amalia di Nassau-Weilburg                       |                                                     |  |  |       |  |  |                                |  |  |                                             |  |
|                                         | Federico Guglielmo di Nassau-Weilburg | Carlo Cristiano di Nassau-Weilburg              |                                                     |  |  |       |  |  |                                |  |  |                                             |  |
|                                         | Federico Guglielmo di Nassau-Weilburg | Carlo Cristiano di Nassau-Weilburg              |                                                     |  |  |       |  |  |                                |  |  |                                             |  |
|                                         | Federico Guglielmo di Nassau-Weilburg | Carolina d'Orange-Nassau                        |                                                     |  |  |       |  |  |                                |  |  |                                             |  |
| Guglielmo di Nassau                     | Federico Guglielmo di Nassau-Weilburg |                                                 |                                                     |  |  |       |  |  |                                |  |  |                                             |  |
|                                         |                                       | Luisa Isabella di Kirchberg                     | Guglielmo Giorgio di Kirchberg, conte di Hachenburg |  |  |       |  |  |                                |  |  |                                             |  |
|                                         |                                       | Luisa Isabella di Kirchberg                     | Guglielmo Giorgio di Kirchberg, conte di Hachenburg |  |  |       |  |  |                                |  |  |                                             |  |
|                                         |                                       | Luisa Isabella di Kirchberg                     | Isabella Augusta di Reuss-Greiz                     |  |  |       |  |  |                                |  |  |                                             |  |
| Elena di Nassau                         |                                       | Luisa Isabella di Kirchberg                     |                                                     |  |  |       |  |  |                                |  |  |                                             |  |
|                                         |                                       | Paolo Federico di Württemberg                   | Federico I di Württemberg                           |  |  |       |  |  |                                |  |  |                                             |  |
|                                         |                                       | Paolo Federico di Württemberg                   | Federico I di Württemberg                           |  |  |       |  |  |                                |  |  |                                             |  |
|                                         |                                       | Paolo Federico di Württemberg                   | Augusta di Brunswick-Wolfenbüttel                   |  |  |       |  |  |                                |  |  |                                             |  |
| Paolina di Württemberg                  |                                       | Paolo Federico di Württemberg                   |                                                     |  |  |       |  |  |                                |  |  |                                             |  |
|                                         |                                       | Carlotta di Sassonia-Hildburghausen             | Federico di Sassonia-Altenburg                      |  |  |       |  |  |                                |  |  |                                             |  |
|                                         |                                       | Carlotta di Sassonia-Hildburghausen             | Federico di Sassonia-Altenburg                      |  |  |       |  |  |                                |  |  |                                             |  |
|                                         |                                       | Carlotta di Sassonia-Hildburghausen             | Carlotta di Meclemburgo-Strelitz                    |  |  |       |  |  |                                |  |  |                                             |  |
|                                         |                                       | Carlotta di Sassonia-Hildburghausen             |                                                     |  |  |       |  |  |                                |  |  |                                             |  |